# Исторически парк
„Историческият парк“ е исторически тематичен парк край село Неофит Рилски в община Ветрино. Паркът е разделен на зони, отговарящи на различни исторически епохи и предлага разнообразни атракции на битова и историческа тематика с фокус върху историята на България. Паркът и организацията около него са страни в серия противоречия, свързани с непрозрачното му финансиране, както и политическата им дейност – както в община Ветрино, така и на национално ниво.
В 2024 година парламентът създава Временна комисия за проверка на данни за извършени престъпления във връзка с дейността на Ивелин Михайлов и изграденият в Неофит Рилски комплекс „Исторически парк“. В доклада на НС се посочва, че „Исторически парк“ е финансова пирамида. Проверки на парка има и от страна на ДАНС и НАП.

## История
Първата копка на „Исторически парк“ е направена на 11 юли 2017 г., а инициатори на проекта са Ивелин Михайлов и доц. Николай Нинов.

## Зони и епохи
Паркът е разделен на няколко тематични обекта, с идеализирани архитектурни реконструкции, отговарящи на различни исторически епохи:
- Древно селище – представя бита и културата на две епохи – неолит и халколит (6000 до 3000 г.пр.н.е);
- Тракийска епоха (2200 до 29 г.пр.н.е.);
- Римска епоха (29 г.пр.н.е. до V век);
- Гробници – реплики на Поморийската, Свещарската и Александровската гробница;
- Прабългари – няколко юрти (V – VII век);
- Славяни – състои се от полувкопани землянки с дървена конструкция (V – VII век);
- Първо и Второ българско царство. (VII – XIV век).

## Атракции
Паркът разполага с множество развлечения – тематични занаятчийски курсове, конна езда, обучения в древни бойни и битови умения, исторически представления и филми, теоретични семинари, изложби, възстановки на обекти и ритуали, разходка с лодка в езерото, облекло и реквизит от Античността и Средновековието, детска зона и други. Сред атракциите са средновековни двубои и представления на историческа тематика.

## Критики и противоречия около парка
Сумата на инвестицията за „Исторически парк“ не е ясна – през 2019 г. Ивелин Михайлов заявява, че общо паркът трябва да струва 250 млн. лв., от които вече са вложени 70 млн. лв. Към края на 2021 година операторът на парка „Исторически парк“ АД има дълготрайни материални активи, главно сгради и съоръжения, на стойност 11,8 милиона лева, финансирани с 16,9 милиона лева облигационни заеми, като собственият капитал на предприятието е отрицателен (-4,7 милиона лева).

### Съмнения за финансова измама
Настрана от официалната си дейност, паркът се финансира по непрозрачен начин, като продажба на акции на черно без проспект и чрез заобикаляне на Закона за публично предлагане на ценни книжа, като още през 2019 г. Комисията за финансов надзор сигнализира на прокуратурата, че парите от продажбата на акции не отиват в сметките на дружеството и за увеличаване на капитала, а директно в сметки на физически лица.

### Политическа дейност
Други обвинения към парка са за завладяване на село Неофит Рилски и община Ветрино чрез масово изкупуване на земи в симбиоза с общинската управа, където доминира партия ГЕРБ. В български медии се съобщава и за жертви на хищнически финансови практики. От юли 2023 г. екипът на парка има и собствена политическа партия, носеща името „Величие“.
Извън конкретно политическата си дейност, срещу хората от парка има обвинения, че са секта, чиято цел е да създаде автономна общност в рамките на Република България. Бившият народен представител и кмет на община Ветрино Георги Андреев нарича тяхната дейност опит за създаване на държава в държавата. Допълнително, според някои от контракторите на парка, Михайлов е търсил начин за снабдяване с военна техника.
Михайлов е активен поддръжник на Русия и руско-центристкия прочит на българската история. Той е един от основателите на групата „Свободна и мирна България“, която е против помощта на България за Украйна, както и част от обществения съвет към неуспешния опит за организиране на „Референдум за мир и суверенитет“. В началото на 2023 г. Паркът, заедно с партия „Възраждане“, успява да изнесе паметник към Русия, заобикаляйки санкциите, наложени от българската държава.

## Събития
Историческият парк организира и провежда ежегодно множество събития, фестивали и конкурси, които подкрепят и възраждат българското изкуство, занаяти, традиции, бит и култура:
- Античен фестивал „Одрюза – люлката на хилядата градове“;
- Възстановка „Спартак – разрушителят на окови“;
- Събор „Заедно за България“;
- Събор на предприемачите в България;
- Международен средновековен събор „Ново начало“;
- Фотоконкурс „Ново начало“;
- Международен конкурс на българска историческа тематика „Историческа живопис“, който събира най-добрите творци в тази област в България;
- Фестивал за фолклорно изкуство „История от ритми“;
- Авто-мото събитие „Ние сме България“;
- Турнир по стрелба;
- Международен фестивал на традиционната и здравословна храна;
- Международен турнир „Плиска“;
- Турнир по средновековни войнски изкуства „Великъ сѣчъ“;
- Турнир по средновековен реконструкторски бой „Меџеноша“.

Историческият парк е организатор на ежегодна кампания „Посади дърво и остани във вечността“ за засаждане на дръвчета. Домакинства редица събития, вкл. соколарски събор, представления, конкурси и други.

## Издателство
Към 2023 г. Историческият парк е издал над 100 броя комикси, илюстровани книжки и енциклопедии за деца и възрастни, които целят опознаването и обикването на българската история по приятен и забавен начин. Сред тях са „Спартак: Безсмъртие и величие“, „Синът на непокорните“ – книга 1 от поредицата „Спартак: Легендата“ и други. Книжките са преведени на повече от 7 чужди езика.

## Годишни награди в туризма
Отличия на „Исторически парк“ в ежегодните „Годишни награди в туризма“, организирани от Министерство на туризма на България:
- 2019: Първо място в категория „Изборът на българите“[18];
- 2020: Първо място в категория „Иновация“, победител в категория „Туристическа атракция/обект“ и Специална награда в категория „Изборът на българите“[19];
- 2021: Първо място в категория „Иновация“ на VI годишни награди в туризма[20];
- 2022: Първо място в категория „Изборът на българите“ и първо място в категория „Туристическа атракция/обект“[21]